# L'uomo con due piedi sinistri
L'uomo con due piedi sinistri (The Man with Two Left Feet) è una raccolta di racconti del 1917 dello scrittore inglese P. G. Wodehouse.

## Storia editoriale
L'uomo con due piedi sinistri è una raccolta di tredici racconti di P. G. Wodehouse, pubblicata per la prima volta a Londra l'8 marzo 1917 dall'editore Methuen & Co., con il titolo The Man with Two Left Feet, and Other Stories. Tutti i racconti erano apparsi in precedenza fra il gennaio 1915 e il giugno 1916 su varie riviste del Regno Unito (UK) e degli Stati Uniti (USA), di solito su The Strand Magazine nel UK, e The Red Book Magazine o The Saturday Evening Post negli USA. Ciascun racconto è apparso sia su una rivista inglese sia su una rivista statunitense. Spesso tuttavia esistevano differenze fra i testi di uno stesso racconto nei due paesi, talora nel titolo, e il più delle volte nel contenuto. I racconti pubblicati in riviste britanniche erano di solito ambientati nel Regno Unito, quelli pubblicati in riviste statunitensi erano di solito ambientati negli Stati Uniti. Il racconto intitolato Il giovane Gussie si sbroglia (Extricating Young Gussie) contiene la prima apparizione, in senso cronologico, di Bertie Wooster, Zia Agatha e Jeeves, sebbene il ruolo svolto da quest'ultimo nella narrazione sia molto piccolo. 
In Italia la traduzione, ad opera di G. V. Pisano, apparve nel 1933 per i tipi delle Edizioni Bietti, più volte ristampato. Una nuova versione fu edita dalla Mursia nel 1991 nella collana GUM, riedita nel 2007 nella collana "I libri di Wodehouse". 
Un volume intitolato The Man with Two Left Feet fu pubblicato negli USA solo nel 1933. Conteneva dodici racconti. Rispetto alla raccolta inglese del 1917 mancavano i racconti intitolati Le vacanze di Wilton, Teste coronate e i due racconti Il Bastardo, sostituiti da tre racconti aventi per protagonista Reggie Pepper e Jeeves e che erano contenuti nella raccolta britannica My Man Jeeves del 1919. I tre racconti inseriti erano Absent Treatment, Rallying Round Old George (in seguito riscritto come un racconto di Mr. Mulliner intitolato "George and Alfred") e Doing Clarence a Bit of Good (in seguito riscritto e intitolato "Jeeves Makes an Omelette").

## Racconti
Si elencano qui i tredici racconti del volume secondo l'ordine della prima edizione britannica. Il titolo italiano è quello tradotto da Teobaldo del Tanaro per la Mursia, seguito fra parentesi tonde dal titolo originale della prima edizione britannica della raccolta; seguono, nelle righe sottostanti, le riviste britanniche (UK) e statunitensi (USA) nelle quali il racconto era stato precedentemente pubblicato.
- Bill, cane da caccia (Bill the Bloodhound)
  - USA: The Century Magazine, febbraio 1915 (intitolato "Bill, the Bloodhound", ambientato negli USA)
  - UK:  The Strand Magazine, aprile 1915 (riprodotto nel volume nelle pagine 1-18)
- Il giovane Gussie si sbroglia (Extricating Young Gussie)
  - USA: The Saturday Evening Post, 18 settembre 1915
  - UK:  The Strand Magazine, gennaio 1916 (riprodotto nel volume)
- Le vacanze di Wilton (Wilton's Holiday)
  - UK:  The Strand Magazine, luglio 1915 (riprodotto nel volume, ambientato a Marvis Bay, UK)
  - USA: Illustrated Sunday Magazine e Minneapolis Tribune Sunday Magazine, 19 marzo 1916 (intitolato "Wilton's Vacation", ambientato a Rockport, USA)
- Il Bastardo 1: Che cosa significa l'incontro con un timido (The Mixer: He Meets a Shy Gentleman)
  - UK:  The Strand Magazine, novembre 1915 (intitolato "The Mixer", riprodotto nel volume, ambientato nel UK)
  - USA: The Red Book Magazine, giugno 1916 (intitolato "A Very Shy Gentleman", ambientato negli USA)
- Il Bastardo 2: Si reca in società (intitolato The Mixer: He Moves in Society)
  - UK:  The Strand Magazine, dicembre 1915 (intitolato "The Mixer", riprodotto nel volume, ambientato nel UK)
  - USA: The Red Book Magazine, luglio 1916 (intitolato "Breaking into Society", ambientato negli USA)
- Teste coronate (Crowned Heads)
  - USA: Argosy, giugno 1914
  - UK:  Pearson's Magazine, aprile 1915 (riprodotto nel volume)
- Al Geisenheimer (At Geisenheimer's)
  - USA: The Saturday Evening Post, 21 agosto 1915
  - UK:  The Strand Magazine, ottobre 1915 (intitolato "The Love-r-ly Silver Cup", riprodotto nel volume)
- La fama di Mac (The Making of Mac's)
  - UK:  The Strand Magazine, maggio 1915 (riprodotto nel volume, ambientato nel UK)
  - USA: The Red Book Magazine, maggio 1916 (intitolato "The Romance of "Mac's", ambientato negli USA)
- Un tratto della natura (One Touch of Nature)
  - USA: McClure's, agosto 1914 (intitolato  "Brother Fans")
- Nero che porta fortuna (Black for Luck)
  - UK:  The Strand Magazine, giugno 1915
  - USA: The Red Book Magazine, luglio 1915 (intitolato "A Black Cat for Luck", riprodotto nel volume con minime varianti)
- Il romanzo di un poliziotto brutto (The Romance of an Ugly Policeman)
  - UK:  The Strand Magazine, gennaio 1915 (riprodotto nel volume con minime varianti)
  - USA: Ainslee's Magazine, aprile 1915 (ristampato nel settembre 1926)
- Un mese di guai (A Sea of Troubles)
  - USA: McClure's, settembre 1914 (ambientato negli USA). Il racconto è intitolato "A Sea of Trouble" nel volume pubblicato negli USA[5][8]
  - UK: Pearson's Magazine, June 1915 (riprodotto nel volume, ambientato nel UK)
- L'uomo con due piedi sinistri (The Man with Two Left Feet)
  - USA: The Saturday Evening Post, 18 marzo 1916
  - UK:  The Strand Magazine, maggio 1916 (riprodotto nel volume)

### Edizioni
- (EN) 1ª ed., London, Methuen Publishing, 1917.  ( The Man with Two Left Feet, and Other Stories, su Internet Archive.)
- L'uomo con due piedi sinistri, traduzione di Ed. Bietti, 1932, 1ª ed., Milano, Bietti, 1932.
- (EN) The Man with Two Left Feet, New York, A.L. Burt Co, 1933.
- L'uomo con due piedi sinistri, traduzione di Teobaldo del Tanaro, 1ª ed., Milano, Mursia, 1991, ISBN 88-425-0777-6.

### Fonti critiche
- (EN) Nigel Cawthorne, A Brief Guide to Jeeves and Wooster, London, Constable & Robinson, 2013, ISBN 978-1-78033-824-8.
- (EN) Eileen McIlvaine, Louise S. Sherby e James H. Heineman, P. G. Wodehouse: A Comprehensive Bibliography and Checklist, New York, James H. Heineman Inc., 1990, ISBN 978-0-87008-125-5.
- (EN) Richard Usborne, Plum Sauce: A P. G. Wodehouse Companion, New York, Overlook Books, 2003, ISBN 15-8567-441-9.